# رویکردهای فرگشتی به افسردگی
رویکردهای فرگشتی به افسردگی (انگلیسی: Evolutionary approaches to depression) رویکردهای تکاملی به افسردگی تلاش‌های روان‌شناسی فرگشتی برای استفاده از نظریه فرگشت برای روشن کردن مشکل اختلالات خلقی در دیدگاه تکاملی است. افسردگی عموماً به عنوان یک اختلال عملکرد یا یک بیماری روانی در نظر گرفته می‌شود، اما شیوع آن با افزایش سن، آنطور که معمولاً زوال عقل و سایر اختلالات ارگانیک افزایش می‌یابد، افزایش نمی‌یابد. برخی از محققان حدس زده‌اند که این اختلال ممکن است ریشه‌های تکاملی داشته باشد، همان‌طور که دیگران کمک‌های تکاملی را در اسکیزوفرنی، کم‌خونی داسی‌شکل، سایکوپاتی و سایر اختلالات چنین نظری می‌کنند. روان‌شناسی و روان‌پزشکی به طور کلی از تبیین‌های تکاملی برای رفتارها استقبال نکرده‌اند و توضیحات پیشنهادی برای تکامل افسردگی همچنان بحث‌برانگیز است.